# Адзучі
Адзу́чі (яп. 【安土町】　あづちちょう) — міський квартал в Японії, в місті Омі-Хачіман префектури Сіґа. Заснований у XVI столітті як призамкове містечко Оди Нобунаґи. У 1889—1954 роках — село Адзучі (【安土村】), у 1954—2010 роках — містечко Адзучі (【安土町】). Від 21 березня 2010 року — складова міста Омі-Хачіман, самоврядний квартал. Адзучі дало назву одній із історичних епох Японії — періоду Адзучі-Момояма.

## Географія
- Найвищі вершини — гори Кінуґаса (432 м), Міцукурі (375 м), Адзучі (198 м), Рюсекі, Фунаока.
- Озера — Біва, Онака й Західне.
- Річки — Адзучі, Мінаміде, Ґотанда, Ямамото, Бон.

## Історія
- Адзучі було засноване в XVI столітті як призамкове містечко замку Адзучі, резиденції магната Оди Нобунаґи. Воно входило до складу повіту Ґамо провінції Омі. У XVI столітті тут знаходились церква і семінарія Товариства Ісуса. Містечко згоріло після загибелі Нобунаґи в 1582 році. На місці колишніх кварталів містечка утворилися села.
- 1 квітня 1889 року створено село Адзучі повіту Ґамо префектури Сіґа на базі сіл:
  - Джьоракуджі 【常楽寺村】
  - Коношьо 【香庄村】
  - Джіонджі 【慈恩寺村】
  - Накая 【中屋村】
  - Каміде 【上出村】
  - Конака 【小中村】
  - Камі-Тойоура 【上豊浦村】
  - Шімо-Тойоура 【下豊浦村】
  - Міядзу 【宮津村】
  - Куваномі 【桑実寺村】
- 1 квітня 1954 року село Адзучі обєдналося із селом Ойсо, утворивши містечко Адзучі (【安土町】).
- 21 березня 2010 року містечко було приєднане до міста Омі-Хачіман як самоврядний квартал (【安土町地域自治区】)

## Населення
- 1950: 5845 осіб.
- 2003: 12217 осіб.
- 2010: 12101 осіб.

## Транспорт
- Через квартал Адзучі проходить Східноморська залізнична дорога, є залізнична станція Адзучі.
- В районі Ойсо пролягає залізниця швидкісного потягу шінкансен та державна дорога № 8.

## Туризм
- Буддистський монастир Джьоґон.
- Буддистський монастир Куваномі.
- Буддистський монастир Сокен
- Префектурний археологічний музей замку Адзучі.
- Руїни замку Адзучі
- Руїни замку Каннонджі
- Шінтоїстське святилище Сасакі